# جاك أوكونور (لاعب كرة قاعدة)
جاك أوكونور (بالإنجليزية: Jack O'Connor)‏ هو لاعب كرة قاعدة أمريكي، ولد في 2 يونيو 1958 في توينتينين بالمس في الولايات المتحدة.

## وصلات خارجية
- جاك أوكونور على موقعبيزبول رفرنس.كوم (الدوري الرئيسي) (الإنجليزية)
- جاك أوكونور على موقعبيزبول رفرنس.كوم (الدوري الثانوي) (الإنجليزية)
- جاك أوكونور على موقع مشجعي الرسوم البيانية (الإنجليزية)